# Liuben Dilov
Liuben Dilov sau Luben Dilov (în bulgară Любен Дилов, n. 25 decembrie 1927, Cerven breag, Plevna, Bulgaria – d. 10 iunie 2008, Sofia, Bulgaria) a fost un scriitor bulgar de literatură științifico-fantastică. Cele mai cunoscute cărți ale sale sunt Drumul lui Icar și Omul atomic.

## Biografie
A absolvit Universitatea din Sofia, specializarea limba și literatura bulgară. Primele sale povestiri au fost publicate în Народна младеж, o publicație pentru tineret. Fiul său, Liuben Dilov Jr. (bg:Любен Дилов-син) este un politician bulgar și scenarist.
Dilov a fondat Premiul Graviton pentru ficțiune în anul 1991. În ultimii ani ai vieții sale o boală gravă i-a limitat capacitatea de a scrie.

## Lucrări scrise
A scris peste 35 de cărți care au fost traduse în peste 10 limbi. Cele mai multe științifico-fantastice, dar a scris și cărți pentru copii, romane cu tematică socia-filozofică, eseuri sau studii de critică literară.
Dilov descrie în romanul său din 1974 Drumul lui Icar a patra lege a roboticii mărind numărul celor trei legi originale propuse de Isaac Asimov: Un robot trebuie să-și stabilească identitatea ca robot, în toate cazurile." 
Dilov explică crearea celei de a patra legi în acest mod: "Ultima lege pune capăt costisitoarelor aberații ale designerilor de a da psiho-roboților o formă cât mai apropiată de cea umană. Și [pune capăt] neînțelegerilor care rezultă..."
Povestirea sa Contacts of a Fourth Kind a fost inclusă în antologia Tales from the Planet Earth.

### Romane
- «Атомният човек» (Omul atomic) — 1958
- «Кладенецът на таласъмите» — 1963
- «Помня тази пролет» — 1964
- «Многото имена на страха»  — 1967
- «Тежестта на скафандъра» (Greutatea scafandrului) — 1969
- «Пътят на Икар» (Drumul lui Icar) — 1974
- «Парадоксът на огледалото» — 1976
- «Звездните приключения на Нуми и Ники»  — 1980
- «Пропуснатият шанс. Из съчиненията на моя компютър»  — 1981
- «Незавършеният роман на една студентка» — 1982
- «До Райската планета и назад. Другите приключения на Нуми и Ники»  — 1983
- «Жестокият експеримент»  — 1985
- «Библията на Лилит» — 1999
- «Голямата стъпка» — 1999
- «Демонът на Максуел» — 2001
- «Да избереш себе си» — 2002

### Povestiri și nuvele
- „Да нахраниш орела“ (1977)
- „Даровете на Бога“
- „Двойната звезда“ (1979)
- „Дори да си отидат“
- „За Джони, който искаше да излезе“
- „Зеленото ухо“
- „Моят странен приятел астрономът“ (Ciudatul meu prieten, astronomul, 1971)
- „На пеещата планета“
- „Напред, човечество“
- „Педагогическата машина“
- „Не пушете! Затегнете коланите!“ (1982)
- „Още по въпроса за делфините“
- „Хубавата Елена“
- „Цялата истина около шимпанзето Топси“
- „Шегата на капитана“
- „Гълъби над Берлин“ (1953)
- „Точката на Лагранж“ (1983)
- „Осъзнаването на роботите“
- „Новогодишна трагедия“
- „Наше доказателство за летящите чинии“
- „Поредният номер“
- „Последното интервю на Адам Сусбе“
- „Странните качества на Борис Левиташки“

### În limba română
- Drumul lui Icar (Пътят на Икар), traducere de Tiberiu Iovan,  Colecția Fantastic Club, Editura Albatros, 1983
- Tragedie de Anul Nou (Новогодишна трагедия), traducere de Ion Ilie Iosif, revista Orion, 1/1990, pag. 15-17. Povestea are loc pe Titan în jurul Anului Nou. Din cauza aglomerației pe navele de transport, Ivan alege să se teleporteze pe Titan pentru a petrece sărbătorile alături de soția sa Ivonne, dar din cauza centurii de asteroizi, teleportarea are erori și ajunge pe Titan cu jumătatea inferioară a trupului aparținând unei femei proaspăt căsătorite. Soțul acesteia apare dar soția sa nu are jumătatea inferioară a trupului lui Ivan ci a unei bătrâne de 100 de ani care (mulțumită cu noile sale picioare tinere) dispare prin Sistemul Solar.
- Ciudatul meu prieten, astronomul[8] în Enigma Văii Albe (Povestiri științifico-fantastice bulgare)[9], Editura Tineretului, Colecția SF, 1967. Antologie de Mihail Magiari și Victor Kernbach. Un renumit astronom descoperă mai multe semnale radio extraterestre care provin din constelația Casiopeea.